# 劉恢
劉 恢（りゅう かい）は、前漢初期の諸侯王（梁王→趙王）。生年不明、没年は高后7年（紀元前181年）。高祖劉邦の庶子（第5子）。生母は不詳。文帝のすぐ下の異母弟。諡は共王。

## 生涯
紀元前196年夏に梁王彭越が謀反の疑いにより処刑されると、劉恢は新たな梁王に封じられた。紀元前183年頃にすぐ下の弟である趙王劉友が、呂雉の怒りを買い幽閉されて餓死すると、劉恢が趙王に転封された。梁国は「呂国」と改称され、呂雉の甥の呂産が封じられた。さらに劉恢はその呂産の娘を妻に迎えた（あるいは淮陽王から梁王の時代に迎えたとも言われる）。
妻の呂氏は、大叔母の呂雉と父の権威をもって夫を監視し、夫に対して傲慢で嫉妬深かった。面白くない劉恢は、数回しか妻と閨を共にせず、寵愛する側室と寝食を共にした。ところが呂氏は夫の隙を見て、その側室を毒殺した。側室の非業の死を聞いた劉恢は大いに嘆き悲しみ、彼女のために追悼の歌を作り、宮殿の楽人にそれを演奏させ、愛する側室のために偲んだ。間もなく人生に絶望した劉恢は、亡き側室の後を追い、毒を仰いで自決して果てた。劉恢の趙王としての在位はわずか半年だった。
その後、丞相陳平らの上奏による要請により、呂雉の甥で呂産の従兄弟である呂禄が、劉恢の後釜として趙王に封じられた。